# 圣邦塔朗泰斯
圣邦塔朗泰斯（法語：Saint-Bon-Tarentaise，法語發音：[sɛ̃ bɔ̃ taʁɑ̃tɛz]）是法国萨瓦省的一个旧市镇，属于阿尔贝维尔区。2017年，圣邦塔朗泰斯与市镇拉佩里耶尔合并为新市镇库尔舍韦勒，圣邦塔朗泰斯为新市镇行政中心。

## 地理
圣邦塔朗泰斯（45°26'2"N, 6°38'13"E）面积58.94 平方千米，位于法国奥弗涅-罗讷-阿尔卑斯大区萨瓦省，该省份为法国东部省份，历史上为薩伏依的一部分，北起上萨瓦省，西接伊泽尔省和安省，南部和东部与上阿尔卑斯省和意大利接壤。
与圣邦塔朗泰斯接壤的市镇（或旧市镇、城区）包括：莱萨吕、博泽勒、蒙塔尼、拉佩里耶尔、普拉奈、普拉洛尼昂-拉瓦努瓦斯。

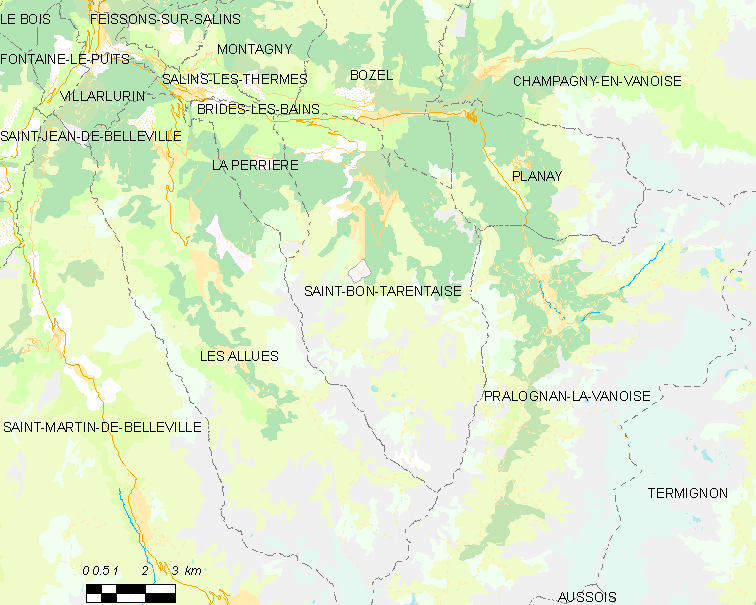
圣邦塔朗泰斯的OSM定位图

圣邦塔朗泰斯的时区为UTC+01:00、UTC+02:00（夏令时）。

## 行政
圣邦塔朗泰斯的邮政编码为73120，INSEE市镇编码为73227。

## 政治
圣邦塔朗泰斯所属的省级选区为穆捷县。

## 人口

1962-2008年间圣邦塔朗泰斯人口变化图示

圣邦塔朗泰斯于2018年1月1日时的人口数量为1864人。